# Victor Napoléon
Pour les articles homonymes, voir Famille Bonaparte et Napoléon (homonymie).
Succession
Prétendant au trône impérial français
1er juin 1879 – 3 mai 1926
(46 ans, 11 mois et 2 jours)
Victor Bonaparte, dit Victor Napoléon, prince français et prince Napoléon, né le 18 juillet 1862 à Paris (France) et mort le 3 mai 1926 à Bruxelles (Belgique), est le fils de Napoléon (Jérôme) Bonaparte et de Clotilde de Savoie-Carignan.
Né sous le Second Empire, il fut prétendant bonapartiste et chef de la famille impériale. Il est parfois affirmé qu'il aurait pu régner sous le nom de Napoléon V,.

## Biographie

### Prince sous le Second Empire

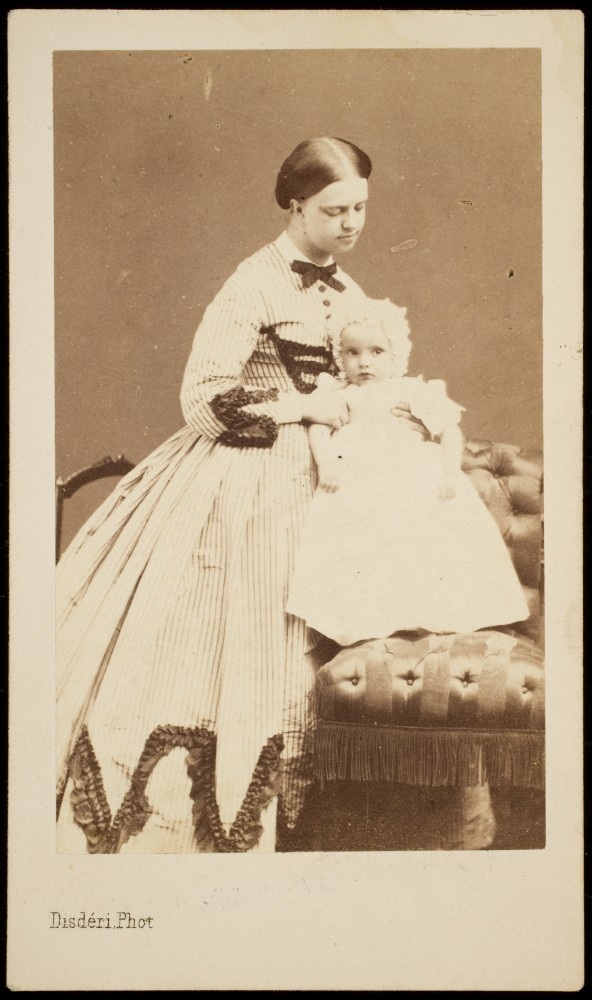
La princesse Clotilde et son fils Victor (1863).

Comme membre dynaste de la maison Bonaparte, il reçut le titre de prince français à sa naissance. Il naquit au Palais-Royal que Napoléon III avait confié à son père le prince Napoléon. Il y fut ondoyé par l'abbé Dusseaux, aumônier du Palais-Royal, assisté d'un vicaire de Saint-Roch. Du mariage de ses parents, naquirent deux autres enfants : Louis le 16 juillet 1864 et Laetitia le 20 décembre 1866.
Sa mère fut très attentive à son fils aîné pour lequel elle endossa le rôle de préceptrice. Selon le choix de leur père, les princes Victor et Louis reçurent un enseignement commun tout au long de leur éducation.
Victor fut associé aux cérémonies officielles du Second Empire. Ainsi, il fut placé à la droite de Napoléon III lors de la première communion du prince impérial, le 8 mai 1868. Sa mère Clotilde était désireuse que l'amitié entre les deux princes napoléonides soit forte, aussi emmenait-elle son fils aux Tuileries une fois par semaine afin qu'ils jouent ensemble.
Victor conserva de la période du Second Empire l'image d'un âge d'or.
À la chute de Napoléon III, le prince Napoléon et sa famille se réfugièrent à Prangins en Suisse. Le prince Napoléon souhaitait que ses fils étudient dans leur patrie, aussi rentra-t-il en France avec son épouse pour trouver un établissement mais il fut reconduit à la frontière sur ordre de Victor Lefranc, ministre de l'Intérieur de Thiers. Victor fut donc scolarisé en Suisse à l'institution Sillig à Vevey et ce jusqu'à son retour en France en 1875. Victor fit sa première communion à Vevey le 4 novembre 1874. Le pape Pie IX envoya au prince une médaille à l'effigie du pontife à l'avers (côté « face »), et à celle de saint Joseph, patron de l'église catholique au revers (côté « pile » de la médaille).
À la fin de l'été 1875, Victor et son frère Louis rejoignirent leur père à Paris dans son logement au 86 boulevard Malesherbes. Le prince Napoléon fit scolariser son fils au lycée de Vanves à cause de son enseignement ouvert aux nouvelles idées.

### Prétendant bonapartiste à la suite du testament du prince impérial

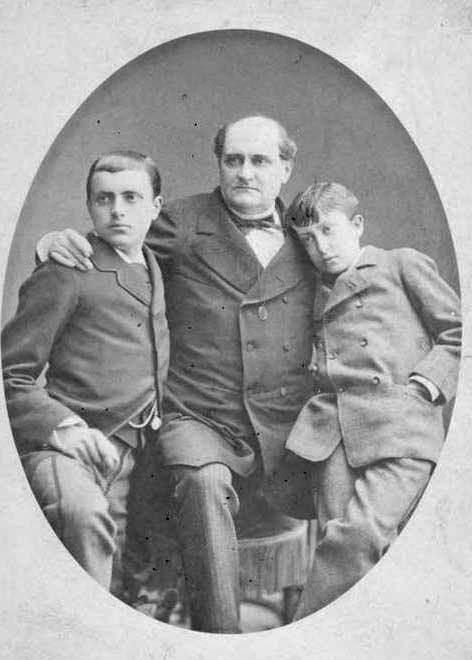
Le prince Napoléon et ses deux fils.

À la mort du prince impérial, le chef de la maison impériale aurait dû être le prince Napoléon (Jérôme) Bonaparte. Or, le prince impérial l'écarta dans son testament, vraisemblablement à cause des idées anticléricales teintées de républicanisme et de la personnalité de ce dernier. Le prince impérial avait ajouté un codicille dans lequel il affirmait : « Je n'ai pas besoin de recommander à ma Mère de ne rien négliger pour défendre la mémoire de mon grand-oncle et de mon père. Je la prie de se souvenir que tant qu'il y aura des Bonaparte, la cause impériale aura des représentants. Les devoirs de notre maison envers notre pays ne s'éteignent pas avec ma vie ; moi mort, la tâche de continuer l'œuvre de Napoléon Ier et de Napoléon III incombe au fils aîné du Prince Napoléon, et j'espère que ma mère bien-aimée, en le secondant de tout son pouvoir, nous donnera, à nous autres qui ne seront plus, cette dernière et suprême preuve d'affection.
Fait à Chislehurst, le 26 février 1879. »
Cette volonté du prince impérial déclencha une rupture irrémédiable entre Victor et son père. À dix-huit ans à peine et indépendamment de sa volonté, le prince Victor devenait le représentant de la cause impériale. Il allait le rester jusqu'à sa mort en 1926.
En dépit des dispositions testamentaires du Prince impérial, c'est le prince Napoléon qui conduisit les funérailles, entre ses deux fils. Officiellement, le prince Napoléon se retrouvait éliminé de la succession, mais il avait décidé de passer outre ces dispositions. Celles-ci n'étaient d'ailleurs pas conformes à la législation impériale. Cet acte du Prince impérial fut interprété par le prince Jérôme comme une intransigeance liée à sa jeunesse.
Cette disposition fut en revanche très appréciées chez de nombreux impérialistes, qui suspectaient le Prince Napoléon de républicanisme et n'appréciaient pas son tempérament abrupt. Ils ne le supportaient pas, tant sur le plan personnel que politique. Les bonapartistes de cette époque sont en majorité des anciens dignitaires et hauts responsables du Second Empire, qui, comme serviteurs de Napoléon III, avaient toujours été en opposition avec le prince Napoléon.
Victor étant mineur, la crise fut de faible intensité car il n'était pas question qu'il prétendît à ses droits alors qu'il n'avait pas fini ses études. Le prince Napoléon, décidé à conserver ses droits de chef de famille et de parti, assuma donc la place de prétendant.
Dans la perspective d'entrer à Saint-Cyr, Victor intégra le lycée Charlemagne. Victor avait un précepteur particulier en la personne de M. Blanchet, professeur d'histoire et de géographie au lycée Charlemagne chez qui il emménagea en septembre 1878, au 11 rue de la Cerisaie. Victor passa son baccalauréat en novembre 1881 mais son père décida finalement qu'il ne ferait pas Saint-Cyr et Victor s'inclina.
Le prince Napoléon décida qu'avant de faire son service militaire, Victor devait faire un voyage d'étude en 1882. Il décida que son fils irait à Heidelberg en compagnie d'Antoine Pugliesi-Conti, ancien préfet de l'Empire, qui l'accompagna au cours de son voyage en Europe centrale.
Le prince choisit d'effectuer son service militaire au 32e régiment d'artillerie à Orléans. Il acheva son service le 11 novembre 1883. Après avoir réussi son examen de sortie, Victor aurait dû être pourvu du grade de sous-officier mais le ministre de la Guerre refusa qu'on lui accordât au prétexte de ne pas créer un nouveau « Petit Caporal ».

### Jérômistes et victoriens, plébiscitaires et impérialistes

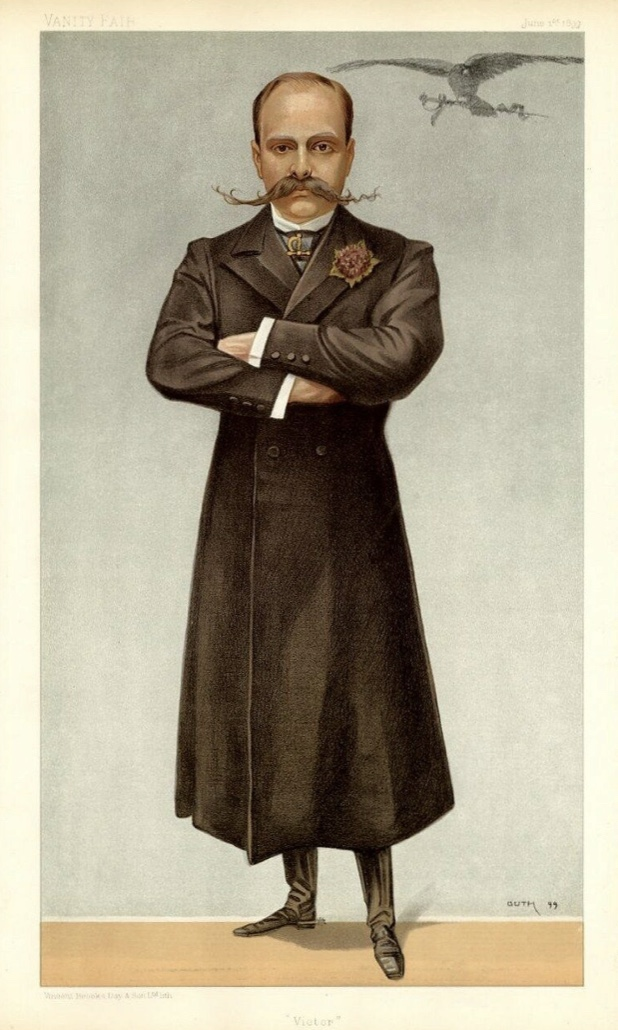
Caricature du prince Victor Napoléon vers 1899.

Néanmoins, le testament du prince impérial favorisa l'apparition de deux courants au sein du parti bonapartiste : ceux qui suivirent les dispositions du testament du Prince Impérial et ceux qui suivirent le prince Napoléon par respect du principe dynastique et des institutions impériales.
Les journaux bonapartistes s'emparèrent de l'affaire. Dès juillet 1879, des campagnes de presse furent organisées en faveur du prince Victor, surtout par Paul de Cassagnac et Jules Amigues, les directeurs des deux journaux bonapartistes les plus importants : Le Pays et Le Petit Caporal. Paul de Cassagnac, dans Le Pays du 4 juillet 1879, apporta déjà clairement son soutien au prince Victor.
Le codicille du Prince impérial sema le trouble et la division au sein du parti bonapartiste. Il provoqua de multiples polémiques, qui profitèrent aux ennemis de la cause napoléonienne et brisèrent les liens entre Victor et son père.
Les bonapartistes favorables à l'exécution des dispositions testamentaires du prince impérial relatives à sa succession firent alors de multiples démarches auprès du prince Victor. Paul de Cassagnac et Jules Amigues contactèrent Victor lors de son voyage d'études d'un an en Allemagne. Ils voulaient l'inciter à accepter l'héritage du Prince impérial.
Toutes les démarches faites auprès de Victor étaient cachées à son père. C'est pourquoi, en septembre et octobre 1882, Victor s'inquiéta lors de la parution d'articles dans les journaux mentionnant des engagements de sa part avec Cassagnac. Il s'empressa de démentir ces bruits, il affirma ne pas connaître Cassagnac et garantit son soutien à son père.
Désormais, le bonapartisme se scindait en deux groupes : 
- le bonapartisme « rouge » des jérômistes ou plébiscitaires, à vocation populaire et démocratique, plus proche de la gauche républicaine et anticléricale ;
- le bonapartisme « blanc » des victoriens ou impérialistes, soutenu par les notables et les députés du parti, plus proche de la droite royaliste et cléricale.

### La rupture entre Victor et son père

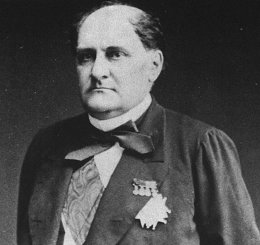
Le prince Napoléon se déclare prétendant au trône à la place de son fils, contestant ainsi le testament du prince impérial.

Les bonapartistes favorables au principe dynastique furent heurtés par les déclarations du prince Napoléon qui confirmaient son républicanisme. Ils furent notamment choqués par une réunion organisée le 17 février 1883, au cours de laquelle le prince Napoléon accepta une motion demandant son élection à la présidence de la république et se posa en prétendant républicain. Aussi, dès la fin du service militaire de Victor, en novembre 1883, ses partisans lancèrent une offensive contre les jérômistes. En particulier, Cassagnac évoqua l'organisation d'un banquet pour marquer le retour du prince Victor et pour concentrer l'attention sur lui. À partir de cet instant, la rupture politique devint familiale. Lors d'une de leurs réunions, les comités impérialistes votèrent des ordres du jour affirmant leur soutien au prince Victor et des journaux bonapartistes demandèrent des entretiens au prince Victor à la place de son père.
Victor fut envoyé par son père à Moncalieri, chez sa mère. Le prince Napoléon blessé exigea aussi que son fils rédigeât et publiât une lettre affirmant qu'il soutenait son père et ne souhaitait pas avoir de rôle politique. Victor s'exécuta le 16 décembre 1883. Les dirigeants du parti bonapartiste, désireux de pousser à la rupture entre le père et le fils, constituèrent une rente destinée à donner à Victor une indépendance financière qui lui permette de prendre son autonomie.
Victor quitta le domicile paternel le 21 mai 1884 pour s'installer au 64 bis, rue de Monceau. La rupture fut définitive en juin 1884. Les impérialistes se réunirent le 21 juin et votèrent un ordre du jour proclamant : "La réunion applaudissant aux sentiments qui ont déterminé le Prince Victor Napoléon à conquérir son indépendance, y voit l'assurance que le parti impérialiste possède en lui le ferme représentant de l'ordre dans la démocratie et de la liberté religieuse qui constituent la vraie politique de l'Empire ". Le prince Victor répondit le soir même à la délégation qui lui présentait cet ordre du jour : "Je remercie les comités impérialistes du témoignage de dévouement qu'ils me donnent, les principes qu'ils viennent de rappeler ont été ceux de l'empereur Napoléon Ier et de l'empereur Napoléon III et ils sont et resteront les miens."
Bien qu'il y ait eu des tentatives de rapprochement de la part de l'impératrice Eugénie, de la princesse Clotilde de Savoie, mais aussi de la princesse Mathilde et de la sœur de Victor, la princesse Laetitia, le prince Napoléon ne pardonna jamais à Victor et sur son lit de mort, il refusa de le voir.
Victor, qui ne songeait pas à attaquer son père, souhaitait s'autonomiser. Il avait mal ressenti d'être empêché de faire Saint-Cyr et souhaitait ne pas décourager ses sympathisants et pouvoir exprimer ses propres positions, plus proches de celles du prince impérial que de celles de son père. Le fait qu'il n'ait pas tenu au courant son père dont il appréhendait les réactions violentes fut mal ressenti par ce dernier.

### Une entrée en politique discrète
Malgré son acceptation de la rente, le prince Victor refusa tout rôle politique et même d'apparaître publiquement. Pour les élections de l'automne 1884, les dirigeants impérialistes lui proposèrent de se présenter pour devenir député, mais il refusa, mettant en avant son jeune âge. Malgré ces refus répétés du prince de faire de la politique, les impérialistes continuèrent à le soutenir. Ils donnèrent de chacun de ses actes une interprétation politique.
Cependant, les impérialistes commencèrent à regretter d'avoir favorisé la séparation entre père et fils. Lors des élections d'octobre 1885, les jérômistes, faute d'alliance ne parvinrent pas à faire des listes, et perdirent les quelques sièges qui leur restaient à la Chambre. En revanche, les impérialistes maintiennent leur position dans le cadre d'une union des droites avec les royalistes, union présidée par Armand de Mackau, royaliste ayant de la sympathie pour l'idée plébiscitaire.
Victor comprit alors que son père était complètement délaissé par les bonapartistes et il décida alors de soutenir officiellement les impérialistes. Mais ce soutien demeura discret. Il présida des banquets, assista à des réunions, donna son avis sur certains sujets d'actualités. Ceci eut pour conséquence de décourager les impérialistes qui attendaient de lui qu'il rédigeât un manifeste ou réorganisât le parti bonapartiste. De plus, son action politique est en grande partie orientée par la volonté d'émanciper le mouvement impérialiste de la tutelle de Paul de Cassagnac. Aussi, Victor, trouvant que Le Petit Caporal était trop proche de Cassagnac, décida-t-il de fonder un nouveau journal La Patrie puis La Souveraineté nationale. Cassagnac quitta alors le mouvement bonapartiste, fonda son propre journal, L'Autorité, dans lequel il prôna le ralliement à une nouvelle dynastie, peu importe laquelle, pourvu qu'elle assume le principe plébiscitaire et le pouvoir héréditaire.

### Exil en Belgique et initiatives politiques
Le 22 juin 1886, la République vota définitivement une loi d'exil contre les familles ayant régné en France. Victor partit pour Bruxelles non sans avoir affirmé à ses partisans venus le saluer avant son départ : « L'exil n'ébranlera pas la foi dans notre cause ; il ne m'empêchera pas d'y dévouer ma vie. Malgré l'éloignement, malgré toutes les injustices et toutes les amertumes, je resterai fidèle aux principes de l'Empire, tels que les ont conçus Napoléon Ier et Napoléon III. Ces principes sont les vôtres, ils signifient : souveraineté de la Nation, stabilité et fermeté du pouvoir, égalité des droits, respect des croyances religieuses, paix entre les citoyens, démocratie organisée ».
Victor apparut comme le seul prétendant réel car les jérômistes n'étaient plus représentés à la Chambre. Le prince Napoléon se retira et n'eut plus aucune activité politique.
Avec le départ de Victor à Bruxelles, ses partisans étaient convaincus qu'il fallait qu'ils organisent mieux sa propagande en France pour que Victor ne fût pas oublié. Pour servir cette propagande, deux nouvelles publications furent créés : une à Paris, La Souveraineté, et une autre en province, Le Petit Bordeaux. Le premier numéro de La Souveraineté, organe attitré du prince Victor dont le rédacteur était Robert Mitchell, parut le 25 octobre 1886, et fut tiré à trente mille exemplaires et distribué gratuitement pendant huit jours, le but étant de toucher le monde ouvrier.
En juillet 1886, le prince Victor décida de prendre lui-même la direction des comités impérialistes et il reconstruisit le « comité central impérialiste de l'Appel au peuple ». Assumant pleinement son rôle de chef des impérialistes, le prince Victor n'hésita plus à se poser comme prétendant : il précisa davantage son programme. En août 1887, il fit une déclaration éditée dans les journaux bonapartistes dans laquelle il révélait sa politique : « Ma politique est très nette et très simple. Elle se résume en peu de mots : c'est le réveil de l'idée napoléonienne, l'organisation de mon parti, la reconstitution de toutes ses forces, leur union plus complète et plus absolue, et, enfin, le but souhaité, le but certain, le relèvement de la France par le rétablissement de l'Empire ». Le prince condamne à la fois la république présidentielle à l'américaine prônée par les partisans de son père et l'Union conservatrice prônée par les partisans d'une alliance avec les royalistes.
Puis en octobre 1887, à la suite d'un manifeste rédigé par le comte de Paris, Victor rédigea également un manifeste. Il y réaffirma son programme : « un gouvernement fort et réparateur qui assure la liberté religieuse, sache faire respecter l'armée et maintenir les droits de tous en relevant le sentiment de la justice et de l'autorité ».
Désormais, le prince Victor chercha à assumer sérieusement son rôle de prétendant : il entretint une correspondance avec les chefs des comités impérialistes et reçut beaucoup d'hommes politiques et de journalistes.

### Victor et le mouvement boulangiste
L'activisme du prince eut un effet positif sur la motivation de ses partisans qui y puisèrent une énergie nouvelle. Néanmoins, il arrivait trop tard car les dirigeants du mouvement impérialiste avaient pris l'habitude d'agir selon leurs propres conceptions ou intérêts. En outre, cet effet positif fut rapidement anéanti par la montée en puissance du mouvement boulangiste dont l'échec final renforça la Troisième république.
En février 1888, désireux de dissocier sa cause de celle du général Boulanger, Victor demanda à ses comités de se renommer « comités napoléoniens impérialistes ». Ce rappel à l'ordre ne permit pas de contrer l'enthousiasme suscité par Boulanger parmi les bonapartistes. Les partisans du prince Napoléon s'étant mis d'accord avec le général Boulanger pour réviser la constitution en vue de l'instauration d'une république plébiscitaire, Victor considéra avec davantage de méfiance encore l'idée d'une alliance avec les boulangistes.
La mort du duc de Padoue qui présidait le comité central impérialiste conduisit le prince à nommer sa place le général du Barail, qui fut lui-même rapidement conquis par le général Boulanger. Désireux de ne pas laisser les royalistes s'entendre avec le général Boulanger en vue d'une restauration, dont le comte de Paris affirma qu'elle pourrait se faire par un plébiscite, Victor accepta avec réticence l'idée d'une alliance avec les boulangistes. Le général Boulanger défend des thèmes proches de ceux des bonapartistes : grandeur du pays, dégoût des excès du parlementarisme, besoin d'ordre et d'autorité sans rupture avec le principe démocratique consacré par le principe de la démocratie directe et de l'appel au peuple. De plus, le général Boulanger dispose d'un charisme dont ne bénéficie pas le prince Victor. Le prince Victor ne souhaite cependant pas aller trop loin dans le soutien car il a bien compris que Boulanger était un menteur et ne pouvait gagner, aucune rencontre n'aura lieu entre les deux hommes. Les accords électoraux sont souvent locaux et uniquement lorsque les bonapartistes ont besoin des boulangistes pour gagner (et inversement) mais les exclus de leurs bastions électoraux. À l'inverse, les électeurs adhérent sans arrière pensée au boulangisme dont ils sentent les idées antimodernes sous jacentes. L'échec final du boulangisme contribua à l'affaiblissement du mouvement bonapartiste.

### Chef de la maison impériale
Le 17 mars 1891, le prince Napoléon expira après avoir reçu les derniers sacrements et entouré de la famille Bonaparte, mais sans avoir pardonné à son fils sa rébellion. Il avait institué son fils cadet, le prince Louis, légataire universel et chef de la Maison impériale et déshéritait totalement son fils aîné, Victor. Ce testament non conforme à la loi française, fut annulé. En outre Louis, officier en Russie, n'avait aucunement l'intention de devenir chef du parti bonapartiste et il souhaita juste conserver la propriété de Prangins. Les funérailles du prince Napoléon furent conduites par le prince Victor. Cette mort clôt le chapitre des dissensions familiales et politiques et Victor devint le représentant unique et incontesté de la cause napoléonienne comme chef de la Maison impériale de France.

### Orientation progressive vers la forme républicaine de gouvernement
À la suite de la mort du prince Napoléon, les comités impérialistes s'attendaient à un nouveau manifeste, mais Victor choisit de réduire ses interventions publiques. Cela était dû en partie à une évolution de sa pensée. Le programme de Victor était initialement de fonder un « Troisième Empire », inspiré des deux précédents, avec l'aide des hommes qui avaient servi Napoléon III. Mais peu à peu, il s'orienta, alors, vers le principe d'un État républicain dont le chef soit choisi directement par le peuple, principe défendu par son père et par Lucien Bonaparte. Il se considérait de moins en moins comme un "dynaste". L'appel au peuple, point fondamental de la doctrine bonapartiste demeurait mais était pensé davantage dans l'optique d'une république plébiscitaire que d'une monarchie plébiscitaire telle que l'avaient été les deux empires. En janvier 1893, le prince Victor alla plus loin : il exprima le souhait de se présenter comme candidat à la présidence d'une république ; il souhaite que le chef de l'État soit élu au suffrage universel. Ainsi, toute préoccupation dynastique s'effaçait devant la reconnaissance nettement affirmée de la souveraineté populaire.
Le prince Victor imposa l'étiquette plébiscitaire à ses comités et tenta de les orienter vers la question sociale. Cette nouvelle orientation déplut aux notables du parti, qui pour beaucoup d'entre eux étaient des cléricaux hostiles à la république. Certains comités impérialistes refusèrent ces dispositions et que la forme impériale du gouvernement, instituée par les plébiscites antérieurs, pût être remise en cause. Cette démotivation entraîna un désastre aux élections législatives de 1893 : l'Aquitaine, bastion bonapartiste, fut définitivement perdue et il ne resta que treize députés à la Chambre des députés.

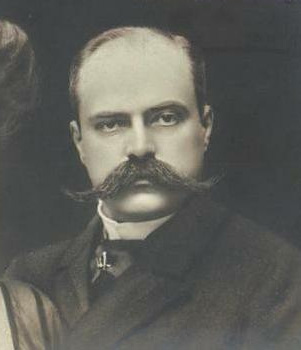
S.A.I. le prince Napoléon (Victor), de jure empereur Napoléon V.

Il fit parfois quelques déclarations politiques comme pendant l'affaire Dreyfus. Après la mort du président Félix Faure et alors que certains de ses partisans désiraient tirer avantage du désordre, le prince Victor annonça à une délégation de la commission impérialiste qu'il comptait restaurer l’Empire français quand le moment serait favorable. Pour atteindre cet objectif, il a indiqué qu'il allait prendre lui-même la tête du mouvement avec son frère, le prince Louis, qu'il jugeait indispensable aux forces bonapartistes pour « son prestige et [...] son talent militaire, ainsi que son rang dans l'armée russe ». Mais rien ne fut réellement entrepris. Le prince souhaitait par ailleurs ne pas gêner le roi des Belges par une activité politique intense.
La politique française resta au centre de ses préoccupations durant toute sa vie, même s'il n'y participa plus activement.

### Le programme du prince Victor vers 1900
Vers 1900, le prince proche de la quarantaine, rédigea un programme politique éclairant sur la pensée politique du prince dans sa maturité. Victor ne souhaita pas publier son programme mais il le communiqua à quelques intimes. Composé de sept parties, le texte traite successivement : I - De la Constitution. II - Organisation militaire. III - Questions sociales. IV - Organisation financière. V - Instruction publique. VI - Organisation administrative. VII - Organisation judiciaire.
- Sur le plan institutionnel, le prince y prend acte de la République dont il ne réclame plus un plébiscite pour la légitimer et insiste sur l'élection au suffrage universel du chef de l'État. Le Prince critique le parlementarisme : "Les ministres aux Chambres, c'est le gouvernement transporté dans les assemblées, la lutte pour les portefeuilles, les crises ministérielles permanentes, incompatibles avec tout travail sérieux." Victor insiste sur la séparation entre l'exécutif et le législatif. "A l'exécutif l'action, au législatif le contrôle". Il s'appuie sur l'exemple américain où le président ne tient pas son pouvoir des chambres, les ministres ne sont responsables que devant lui et non devant les chambres. L'existence d'un sénat n'est pas contesté mais celui-ci doit avoir un rôle de gardien de la constitution et non de contrôle de la chambre basse. Le sénat aurait à trancher certains litiges comme les conflits entre l'autorité judiciaire et l'autorité administrative. Le sénat serait composé d'une centaine de membres nommés par le chef de l'État.
- Sur le plan militaire, Victor est favorable à un service obligatoire mais pas forcément identique pour tous. Victor prône une politique visant à conserver au sein de l'armée les meilleurs hommes. Il prône la création d'un ministère de la Défense nationale qui regrouperait les ministères de la Guerre et de la Marine. Le ministre serait chargé de l'administration, le commandement serait confié à deux chefs d'état-major, l'un pour l'armée de terre, l'autre pour la marine.
- Sur le plan social, Victor rend hommage aux conceptions sociales de Napoléon III. Il dénonce le parlementarisme qui fait de la question sociale un outil politique. Le prince se montre partisan d'une organisation du droit de grève par la mise en place d'un préavis d'au moins huit jours. Il se montre favorable à la constitution d'une retraite pour les ouvriers dont le financement s'inspirerait du système mis en place en Allemagne et qui associerait une retenue sur le salaire, une subvention de l'État et une contribution patronale.
- Sur le plan administratif, le prince préconise la simplification et la réduction des interventions inopportunes de Paris dans la vie locale. À cette fin, il prône la suppression du sous-préfet, les missions de ces derniers pouvant être transférés à des conseillers de préfectures devenus de véritables inspecteurs dans les départements. Il prône également la création de régions regroupant cinq ou six départements. Chaque région aurait à sa tête un gouverneur régional dont les préfets seraient les auxiliaires.
- Sur le plan financier, Victor accuse le parlementarisme de favoriser le clientélisme et l'explosion des dépenses. Le prince entend rendre impossible tout déficit budgétaire. Pour freiner les dépôts des caisses d'épargne, il souhaite que soient rompus les liens qui les unissent au Trésor.

De façon générale, le programme du prince s'appuie sur des principes napoléoniens communs aux deux empereurs. Il rejette notamment le parlementarisme dont il constate qu'il a conduit Napoléon III à la catastrophe avec l'empire libéral et parlementaire ; il s'inscrit dans la défense des principes démocratiques de 1789, dont la défense passe selon lui par le lien direct entre le chef de l'État et le peuple, en dehors des excès et nuisances du parlementarisme générateur de démagogie et d'instabilité.

### Mariage
À la mort de son père, en 1891, le prince Victor, désormais chef unique de la maison impériale, approche de la trentaine. Si la question de son mariage commence à préoccuper son entourage, lui ne semble guère pressé de convoler. L'impératrice Eugénie (veuve de Napoléon III) est la première à s'en soucier. L'affaire n'est pas simple. Compte tenu de la position du prince Victor, il faut que l'heureuse élue soit titrée et de préférence convenablement dotée.
C'est vers 1902 que la princesse Clémentine de Belgique (1872-1955), fille cadette du roi Léopold II et de la reine Marie-Henriette, fait part de son désir d'épouser le prince Victor. Victor, de son côté, ne semble pas s'être intéressé à la princesse Clémentine avant qu'un projet d'union soit envisagé. Ce n'est qu'au début de l'année 1904 que Clémentine et Victor décident d'un commun accord que Victor fera enfin sa demande à Léopold II. La demande se heurte au refus catégorique du roi des Belges. Léopold II répond en ces termes au duc d'Aoste : « Mon devoir, à quatre heures de Paris, est de vivre en bons termes avec la République française ».
Les arguments politiques interviennent certainement en bonne part dans le refus du roi. En outre, la politique de Napoléon III n'avait-elle pas été aussi à l'origine du malheur de sa sœur Charlotte ? C'est le régime impérial qui avait installé l'archiduc Maximilien d'Autriche et Charlotte sur le trône du Mexique. Maximilien fut ensuite fusillé par les Mexicains tandis Charlotte, revenue en vain en Europe pour obtenir de l'aide, perdait la raison avant d'être placée en résidence surveillée dans un château belge. 

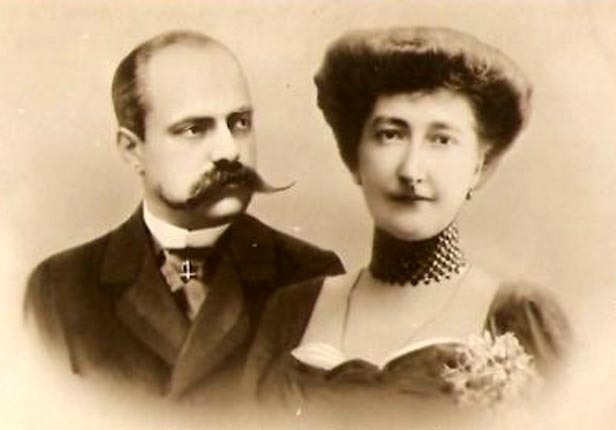
Le prince et la princesse Napoléon

Jusqu'à présent, on était parvenu à garder secrète la question du mariage. À l'été 1904, certains journaux belges commencent à en parler. Les journaux français, tous bords politiques confondus, adoptent la cause de la princesse. En revanche, la presse belge se montre hostile à l'égard du prince Victor. L'Action n'hésite pas à parler, sans le moindre ménagement, de sa maîtresse (Mme Biot de Beauclair) : « Napoléon se propose de lâcher sa femme et ses enfants pour accaparer la fille du roi et sa fortune ».
Léopold II est enterré le 22 décembre 1909. Pour Clémentine, le choc est énorme ; mais elle peut enfin envisager d'épouser le prince Victor. Elle n'est plus la fille de Léopold II, elle est la cousine germaine du nouveau roi Albert Ier. Le 14 novembre 1910, Victor, bien vu des cours européennes au sein desquelles il avait des soutiens, épousa après des années d'attente, la princesse Clémentine de Belgique. Le couple vécut en Belgique, partageant son temps entre leur villa de l'avenue Louise à Bruxelles et le château de Ronchinne, en province de Namur, et eut deux enfants : 
- Marie-Clotilde Bonaparte (Bruxelles, 20 mars 1912 - Château de la Pommerie, 1996), qui épouse à Londres le 17 octobre 1938 le comte Serge de Witt (1892-1990), d'où postérité ;
- Louis Bonaparte, prince Napoléon (1914-1997), d'où quatre enfants et postérité.

Ce bonheur fut assombri par la Première Guerre mondiale au cours de laquelle ils trouvèrent refuge en Angleterre chez l'impératrice Eugénie et apportèrent leur aide à des œuvres de charité en faveur des soldats.

### Rôle dans le maintien de la légende napoléonienne
Prenant acte du déclin du parti bonapartiste, le prince Victor se concentra sur une œuvre le passionnant : entretenir et développer la légende napoléonienne.
Il entreprit la constitution d'une collection napoléonienne incomparable. Initialement, il s'agissait d'objets de famille dont Victor avait hérité. Très attaché à ces souvenirs, Victor essaya constamment d'enrichir sa collection par le rachat de tout objet concernant les deux Empires. Il collectionna progressivement tout ce qui touchait à la légende populaire de l'Empire, notamment des objets réalisés sous la monarchie de Juillet, à un moment où la nostalgie de l'épopée napoléonienne était forte.

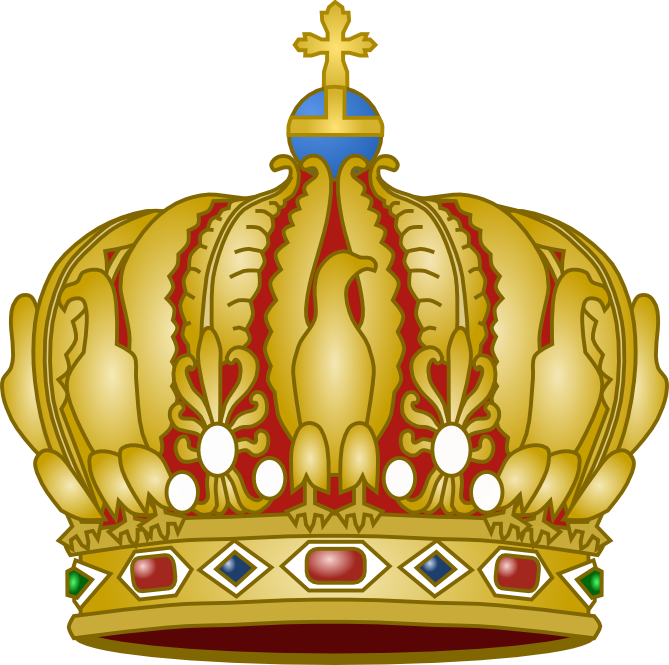
La couronne impériale (sous le Second Empire).

Le prince Victor contribua également à la légende napoléonienne par des donations à l'État. Entre autres, c'est lui qui fit la donation de la maison Bonaparte d'Ajaccio. Il fit également édifier le mausolée dédié au Prince Impérial dans le parc de la Malmaison.

### Mort
À la fin d'avril 1926, le prince Victor est frappé d'une attaque d'apoplexie. Pendant une semaine, il demeure entre la vie et la mort mais il succombe finalement le 3 mai. Un service religieux se déroule dans la cathédrale Saint-Michel, avant que le corps soit transféré à la basilique de Superga, près de Turin pour être inhumé dans la nécropole de la maison de Savoie. Il repose aux côtés de son épouse dans la chapelle impériale d'Ajaccio.
À la mort du prince, Ernest, 10e prince de Ligne, est nommé tuteur de ses enfants.
Son fils, le prince Louis, lui succède comme chef de la maison impériale.

## Décorations
La liste en est donnée sur son acte de décès (n°1007) établit à Bruxelles le 4 mai 1926 :
- Grand-croix de l'ordre de Léopold (royaume de Belgique)
- Grand-croix de l'ordre de Saint-Alexandre (royaume de Bulgarie)
- Grand-croix de l'ordre national de la Légion d'honneur (République française)
- Chevalier de l'ordre suprême de la Très Sainte Annonciade (royaume d'Italie)
- Grand-croix de l'ordre des Saints-Maurice-et-Lazare (royaume d'Italie)
- Grand-croix de l'ordre de la Couronne d'Italie (royaume d'Italie)
- Grand-croix de l'ordre du prince Danilo Ier (royaume du Monténégro)
- Grand-croix de l'ordre de l'Osmaniye (empire Ottoman)
- Grand-croix de l'ordre du Lion et du Soleil (empire Perse)
- Grand-collier de l'ordre de la Tour et de l'Épée (Portugal)
- Grand-croix de l'ordre du Christ (Portugal)
- Grand-croix de l'ordre de Saint-Benoît d'Aviz (Portugal)
- Grand-croix de l'ordre de l'Étoile de Roumanie (royaume de Roumanie)
- Grand-croix de l'ordre de Karageorge (royaume de Serbie)